# 神堂沟街道
神堂沟街道，是中华人民共和国山西省太原市万柏林区下辖的一个乡镇级行政单位。

## 行政区划
神堂沟街道下辖以下地区：
神堂沟社区、西峪社区、义井西街社区、寨沟村、聂家山村和黄坡村。